# Espiazione (film 1935)
Espiazione (The People's Enemy) è un film del 1935 diretto da Crane Wilbur. In Italia è stato ridistribuito con il titolo L'avvocato dei ladri.

## Trama
Falcone, condannato al carcere per frodi fiscali, chiede aiuto a Stuart, il suo avvocato, per ritrovare Catherine, la moglie che non vede da anni. Stuart lavora per fare ottenere la libertà provvisoria a Falcone, ma non sa come dirgli che la moglie non ha nessun interesse a rivederlo.
L'intervento del giudice Ware fa sì che la commissione respinga la richiesta, il giudice infatti è implicato nei loschi traffici di Falcone e non ha interesse a lasciarlo libero. Il fratello di Falcone attribuisce l'insuccesso a Stuart e insinua che l'avvocato abbia iniziato una relazione con Catherine.
Falcone evade dal carcere con l'intenzione di uccidere Stuart ma scopre la verità ascoltando di nascosto una conversazione tra Stuart e Wade.